# 艾達·王
艾達·王（日語：エイダ·ウォン）是電子遊戲生化危機系列的其中一個角色。出現於《生化危機2》、《生化危機4》、《生化危機 安布雷拉編年史》和《生化危機 黑暗面編年史》和《生化危機6》和《生化危机2 重制版》等。在《生化危机2 重制版》中由來自日本的模特演员阿德瑞娜飾演該角色（面部捕捉），在真人電影改編版《惡靈古堡5：天譴日》裡由中国的演员李冰冰飾演該角色。

## 人物
艾達最早被提及姓名是在《生化危機》中，但直至《生化危機2》才以神秘特務的身份正式登場。她是一位被谜团所笼罩的華裔女子，實際年齡與本名不明，“艾达·王”也僅是假名。艾达是歷代角色當中最神秘又難以理解的一位，各種困境她都可以冷靜面對，也不會影響到她的發揮。與遊戲主角里昂有種很微妙的感情。行蹤總是很保密。

## 經歷

### 生化危機2
在《生化危機》時，她是保護傘公司（芝加哥分公司）研究員約翰（John）的女朋友。直到《生化危機2》，在原版劇情中艾達去到浣熊市（Raccoon City）尋找失蹤已久的約翰，她在警察署停車場第一次遇上了里昂·S·甘乃迪（Leon Scott Kennedy），並且要求里昂協助，兩人在合作期間產生了微妙的感情。當里昂拿到G病毒時，艾達暴露了她真正目的—她是被派來奪取G病毒的間諜（重製版則是冒充FBI取得里昂的信任，但依然是別人派來竊取G-病毒的間諜，而在安妮特（Annette Birkin）重傷時警告並透漏艾達是間諜的事實），但最終受到槍擊并從橋上墜下深淵。在《生化危機2》官方劇情與《黑暗面編年史》中，則是為了保護被暴君襲擊的里昂，因自身遭受攻擊而昏迷。

### 生化危機：保護傘編年史
《惡靈古堡：保護傘編年史》裡補充了《生化危機2》艾達在與里昂分離後撿回一命、逃出浣熊市並與亞伯·威斯卡合作的劇情。

### 生化危機4
在《生化危機4》中，艾達與傑克.克勞薩（Jack Krauser）受亞伯·威斯卡（Albert Wesker）命令到達神秘村莊奪取寄生獸“Las Plagas”樣本，不料卻遇上了同時來拯救總統女兒的里昂·史考特·甘乃迪（Leon Scott Kennedy）。雖然這次與里昂仍是對立的身份，但艾達還是多次在背後協助和解救里昂的困難，而里昂也明白的表示了艾達對他的關心。最後里昂擊倒奧斯蒙·薩德勒（Osmund Saddler），她亦從里昂手上奪得寄生蟲樣本便離開了，他們兩人的感情仍然埋藏在彼此的心底內。
重製版劇情中則是被威斯卡僱用來竊取比一般寄生獸更高階的「琥珀」。而在教團擔任研究員的路易斯·賽拉（Luis Sera）聯絡她的前男友時訊息被她攔截，於是兩人決定合作。在期間艾達也感染寄生獸，後來成功將寄生獸趕出體內，正當路易斯要將「琥珀」交給艾達時，前者卻被里昂的舊識且加入教團的克勞薩殺害，路易斯死前告知艾達「琥珀」被克勞薩搶回，並希望自己死後艾達能多協助里昂，最後里昂打倒教主後沒多久艾達也將樣本帶走。原本打算將寄生獸交給威斯卡，後得知他的野心後叛逃。威斯卡雖然回收克勞薩的屍體卻放過她。

### 生化危機：詛咒
以联合国调查员身份潜入东斯拉夫共和国，收集寄生体样本，並与里昂相遇。

### 生化危機6
某日，艾達收到前雇主德瑞克·C·西蒙斯的聯繫，說他手上有著會影響她未來的情報，為了弄清楚西蒙斯的計劃，艾達潛入了一艘潛水艇。當艾達到達後，發現其中的保全系統以她的指紋和聲音來作操控，還有一個六個月前指名給她但本人卻毫無印象的任務指令。
為了查清真相，艾達前往西蒙斯的秘密研究所，在搜索過程中西蒙斯跟艾達說裡面有對她有益的情報。在研究所中艾達發現了某人蛻變成自己模樣的錄影帶，發現一直以來聯絡的不是西蒙斯本人，而是想要摧毀世界來報復他的卡拉·拉達梅絲。為避免自己成為代罪羔羊，艾達決意行動，在炸毀研究所並通知真正的西蒙斯，隨後前往卡拉的下一個目標－中國。